# 알비 (가수)
태남(1989년 1월 5일 ~ )은 대한민국의 가수다. 2018년 싱글 《잊는연습》으로 데뷔했다. 이전 예명은 '알비'였다.

## 방송
- 보이스킹 (2021) - Top40(34위)
- 미스터트롯3 (2024) - Top101

## 음반
- 잊는연습 (2018)
- 설레임 주의보 (2018)
- It's You (2018)
- 이몽 OST Part.4 (2019)
- 떠난버스 (2019)

## 작사
- 알비 <Crossing> (2019)
- 이본 <어떡해> (2020, 2021)

## 피처링
- RAINSTONE <PLACE TO BE> (2020)